# Ménouf
Ménouf (arabe : منوف, copte : ⲟⲛⲟⲩϥⲉ) ou Menuf, est une ville égyptienne située dans le delta du Nil. Sa superficie est de 18,76 kilomètres carrés et elle compte plus de 100 000 habitants.
La ville a donné son nom au gouvernorat de Ménoufia dans lequel elle est située et elle a été la capitale du gouvernorat jusqu'en 1826. Menouf est l'une des nombreuses villes égyptiennes antiques continuellement habitées dans le gouvernorat.